# November 2007
| November 2007 |
| Månader under 2007: Januari · Februari · Mars · April · Maj · Juni · Juli · Augusti · September · Oktober · November · December ← December 2006 · Januari 2008 → |

- Den svenska politikern Ulrica Schenström avgår som statssekreterare (1 november).[1]
- Pakistans president Pervez Musharraf utlyser undantagstillstånd. (3 november)
- Den guatemalanska politikern Álvaro Colom vinner presidentvalet i Guatemala.[2] (4 november)
- Ett bombdåd inträffar i Baghlan i Afghanistan. (6 november)
- Undantagstillstånd utlyses av Georgiens president Micheil Saakasjvili. (7 november)
- Översvämningsvarning längs Nordsjön på grund av Stormfloden i Nordsjön november 2007. (9 november)
- Den pakistanska politikern Benazir Bhutto sätts i husarrest och släpps dagen efter. (9 november)
- Danmarks 66:e folketingsval hålls. (13 november)

### Fotnoter
1. ↑  ”Ulrica Schenström avgår”. Dagens nyheter. 1 november 2007. http://www.dn.se/nyheter/politik/ulrica-schenstrom-avgar/. Läst 11 september 2016.
2. ↑  ”Mjuka vänstern vann i Guatemala”. Sveriges television. 5 november 2007. http://www.svt.se/nyheter/utrikes/mjuka-vanstern-vann-i-guatemala. Läst 11 september 2016.